# Сайер, Йожеф
Йожеф Сайер (венг. Szájer József; род. 7 сентября 1961, Шопрон, Дьёр-Мошон-Шопрон) — венгерский политик и член Европейского парламента (англ. Member of the European Parliament, MEP) от партии «Фидес» с 2004 года. 29 ноября 2020 года отказался от своего места в Парламенте (отказ вступил в силу в конце декабря) после того, как 27 ноября был пойман бельгийской полицией на гей-секс-вечеринке, в нарушение местных правил проходившей во время эпидемии COVID-19.

## Личная жизнь
С 1983 года Йожеф Сайер женат на венгерском юристе Тюнде Хандо (род. 1962), которая в январе 2020 года стала судьёй Конституционного суда страны. У пары есть дочь 1987 года рождения.